# Cleistogenes serotina
Cleistogenes serotina är en gräsart som först beskrevs av Carl von Linné och som fick sitt nu gällande namn av Yi Li Keng.
Cleistogenes serotina ingår i släktet Cleistogenes och familjen gräs. Inga underarter finns listade i Catalogue of Life.